# Gymnocypris namensis
Gymnocypris namensis är en fiskart som först beskrevs av Wu och Ren 1982.  Gymnocypris namensis ingår i släktet Gymnocypris och familjen karpfiskar. Inga underarter finns listade i Catalogue of Life.